# Ludovico II di Württemberg-Urach
Ludovico II di Württemberg-Urach (Waiblingen, 3 aprile 1439 – Urach, 3 novembre 1457) fu conte del Württemberg dal 1450 al 1457.

## Biografia
Era figlio del conte Ludovico I e di Matilde del Palatinato.
Dopo la divisione della contea del Württemberg, con il Trattato di Nürtingen nel 1442, egli risiedette a Urach, capitale della neo creata contea di Württemberg-Stoccarda.
Dopo la prematura morte del padre, Ludovico I, sorse un conflitto per la sua tutela. Alla fine, il conte di Württemberg-Stoccarda, suo zio Ulrico V, riuscì ad ottenere questo ruolo grazie alla sua influenza. Alla fine Ludovico II venne dichiarato in grado di governare da solo all'età di 14 anni.
A causa di una malattia, morì improvvisamente nel 1457.

## Ascendenza
|                                                  |                        |                                                | Genitori                                      |  |  | Nonni |  |  | Bisnonni                           |  |  | Trisnonni             |  |
|                                                  |                        |                                                |                                               |  |  |       |  |  | Eberardo III, conte di Württemberg |  |  | Ulrico di Württemberg |  |
|                                                  |                        |                                                |                                               |  |  |       |  |  | Eberardo III, conte di Württemberg |  |  | Ulrico di Württemberg |  |
|                                                  |                        | Elisabetta di Baviera                          |                                               |  |  |       |  |  | Eberardo III, conte di Württemberg |  |  |                       |  |
| Eberardo IV, conte di Württemberg                |                        |                                                |                                               |  |  |       |  |  | Eberardo III, conte di Württemberg |  |  |                       |  |
|                                                  |                        | Antonia Visconti                               | Bernabò Visconti, signore di Milano           |  |  |       |  |  |                                    |  |  |                       |  |
|                                                  |                        | Antonia Visconti                               | Bernabò Visconti, signore di Milano           |  |  |       |  |  |                                    |  |  |                       |  |
|                                                  |                        | Antonia Visconti                               | Regina della Scala                            |  |  |       |  |  |                                    |  |  |                       |  |
| Ludovico I, conte di Württemberg-Urach           |                        | Antonia Visconti                               |                                               |  |  |       |  |  |                                    |  |  |                       |  |
|                                                  |                        | Enrico II di Mömpelgard                        | Stefano, conte di Mömpelgard                  |  |  |       |  |  |                                    |  |  |                       |  |
|                                                  |                        | Enrico II di Mömpelgard                        | Stefano, conte di Mömpelgard                  |  |  |       |  |  |                                    |  |  |                       |  |
|                                                  |                        | Enrico II di Mömpelgard                        | Margherita di Châlons-Arlay                   |  |  |       |  |  |                                    |  |  |                       |  |
| Enrichetta, contessa di Mömpelgard               |                        | Enrico II di Mömpelgard                        |                                               |  |  |       |  |  |                                    |  |  |                       |  |
|                                                  |                        | Maria di Châtillon, viscontessa di Blaigny     | Gualtiero X di Chatillon, visconte di Blaigny |  |  |       |  |  |                                    |  |  |                       |  |
|                                                  |                        | Maria di Châtillon, viscontessa di Blaigny     | Gualtiero X di Chatillon, visconte di Blaigny |  |  |       |  |  |                                    |  |  |                       |  |
|                                                  |                        | Maria di Châtillon, viscontessa di Blaigny     | Giovanna di Coucy                             |  |  |       |  |  |                                    |  |  |                       |  |
| Ludovico II, conte di Württemberg-Urach          |                        | Maria di Châtillon, viscontessa di Blaigny     |                                               |  |  |       |  |  |                                    |  |  |                       |  |
|                                                  | Roberto, re dei Romani | Roberto II, elettore e conte palatino del Reno |                                               |  |  |       |  |  |                                    |  |  |                       |  |
|                                                  | Roberto, re dei Romani | Roberto II, elettore e conte palatino del Reno |                                               |  |  |       |  |  |                                    |  |  |                       |  |
|                                                  | Roberto, re dei Romani | Beatrice di Sicilia                            |                                               |  |  |       |  |  |                                    |  |  |                       |  |
| Ludovico III, elettore e conte palatino del Reno | Roberto, re dei Romani |                                                |                                               |  |  |       |  |  |                                    |  |  |                       |  |
|                                                  |                        | Elisabetta di Norimberga                       | Federico V, burgravio di Norimberga           |  |  |       |  |  |                                    |  |  |                       |  |
|                                                  |                        | Elisabetta di Norimberga                       | Federico V, burgravio di Norimberga           |  |  |       |  |  |                                    |  |  |                       |  |
|                                                  |                        | Elisabetta di Norimberga                       | Elisabetta di Meißen                          |  |  |       |  |  |                                    |  |  |                       |  |
| Matilde del Palatinato                           |                        | Elisabetta di Norimberga                       |                                               |  |  |       |  |  |                                    |  |  |                       |  |
|                                                  |                        | Amedeo di Savoia-Acaia, signore del Piemonte   | Giacomo di Savoia-Acaia, signore del Piemonte |  |  |       |  |  |                                    |  |  |                       |  |
|                                                  |                        | Amedeo di Savoia-Acaia, signore del Piemonte   | Giacomo di Savoia-Acaia, signore del Piemonte |  |  |       |  |  |                                    |  |  |                       |  |
|                                                  |                        | Amedeo di Savoia-Acaia, signore del Piemonte   | Margherita di Beaujeu                         |  |  |       |  |  |                                    |  |  |                       |  |
| Matilde di Savoia-Acaia                          |                        | Amedeo di Savoia-Acaia, signore del Piemonte   |                                               |  |  |       |  |  |                                    |  |  |                       |  |
|                                                  |                        | Caterina di Ginevra                            | Amedeo III, conte di Ginevra                  |  |  |       |  |  |                                    |  |  |                       |  |
|                                                  |                        | Caterina di Ginevra                            | Amedeo III, conte di Ginevra                  |  |  |       |  |  |                                    |  |  |                       |  |
|                                                  |                        | Caterina di Ginevra                            | Matilde d'Alvernia                            |  |  |       |  |  |                                    |  |  |                       |  |
|                                                  |                        | Caterina di Ginevra                            |                                               |  |  |       |  |  |                                    |  |  |                       |  |

| Controllo di autorità | VIAF (EN) 65216404 · CERL cnp01140528 · GND (DE) 134143922 |